# Irene Forbes-Mosse
Irene Forbes-Mosse, geb. von Flemming (* 5. August 1864 in Baden-Baden; † 26. Dezember 1946 in Villeneuve, Schweiz), war eine deutsche Schriftstellerin. Sie schrieb  Gedichte und Erzählungen, die für ihre atmosphärische Dichte und ihren unsentimentalen psychologischen Blick gerühmt wurden, und arbeitete als Übersetzerin. Im Dritten Reich wurden ihre Bücher verboten.

## Leben
Irene Forbes-Mosse wurde am 5. August 1864 als Tochter des preußischen Gesandten am badischen Hof, Albert Graf von Flemming, und seiner Frau Armgart geb. von Arnim in Baden-Baden geboren. Sie war Enkelin von Bettina und Achim von Arnim. Die Schriftstellerin Elisabeth von Heyking geb. Flemming war ihre ältere Schwester.
1884 heiratete sie ihren Cousin, den preußischen Rittmeister Roderich Deodat Wilhelm Albert Eduard von Oriola (1860–1911) und wurde 1895 wieder von ihm geschieden. 1896 ging sie eine zweite Ehe mit dem englischen Oberst John Forbes-Mosse ein und lebte mit ihm in Florenz. Dort befreundete sie sich mit der englischen Schriftstellerin Vernon Lee (eigentlich Violet Paget) und begann ihre schriftstellerische Tätigkeit. Nach dem Tod ihres Mannes 1904 unternahm sie mehrere Reisen. Ihren Wohnsitz hatte sie bis 1913 in Deutschland, danach in Italien und später in der Schweiz. Nach dem Ausbruch des Ersten Weltkrieges nahm sie die deutsche Staatsbürgerschaft wieder an, was ihr Einbußen an ihrem Besitztum einbrachte. Während des Krieges widmete sie sich sozialen Aufgaben. Ab 1931 lebte sie mit ihrer Freundin Berthy Moser in Villeneuve am Genfersee, wo sie im Dezember 1946 starb.

„Man streift jetzt im Wandern 
dichterische Gestalten gleich der Irene Forbes-Mosse, die stärker ist als er [Th. Mann], insofern sie, diese prachtvolle Frau, Enkelin der Bettina Arnim, ohne Umstände mehr Dichterblut, mehr Allblut (kurz: mehr Kraft) hat.“

„Irène Forbes-Mosse [vereint] vollendeten Takt mit größter Weltoffenheit, Liebe zur Landschaft, zu den Armen und Enterbten des Glücks […] mit immer sicherer, vornehmer Haltung und instinktivem Geschmack. Der epische Kern leidet nicht selten durch die überstarke Neigung zu entzückenden, stimmungsgesättigten Arabesken, weswegen die Novellen, Erzählungen und Skizzen […] die Romane […] beträchtlich übertreffen.“

## Werke
Lyrik
- Mezzavoce. Gedichte. Buchschmuck und Illustrationen von Heinrich Vogeler-Worpswede. 1901.
- Peregrina's Sommerabende. Lieder für die Dämmerstunde, sowie dreißig Übersetzungen aus dem Französischen, Englischen und Dänischen. Buchschmuck und Illustrationen von Heinrich Vogeler-Worpswede. 1904.
- Das Rosenthor. Gedichte. Buchschmuck und Illustrationen von Heinrich Vogeler-Worpswede. 1905.
- Regenliedchen. 1905. vertont von Susanne Wosnitzka 2007 für Regenmacher, Cello, Klavier und eine Singstimme
- Ausgewählte alte und neue Gedichte. 1926.

Erzählungen und Romane
- Berberitzchen und andere. Erzählungen. 1910.
- Der kleine Tod. 1912.
  - Ein kleiner Tod. Prosa, Lyrik, Zeugnisse. (Erweiterte Neuausgabe) Berlin 2016, ISBN 978-3-945980-08-8. (pdf)
- Der Leuchter der Königin. Phantasien. 1913.
- Laubstreu. 1923.
- Gabriele Alweyden oder Geben und Nehmen. Roman. 1924.
- Don Juans Töchter. Drei Novellen. 1928.
  - Don Juans Töchter. Drei Novellen (Neuausgabe mit Nachwort) Berlin 2016, ISBN 978-3-945980-10-1 (pdf)
- Der Schleifstein. Novelle. 1928.
- Kathinka Plüsch. Roman. 1930.
- Das werbende Herz. Novellen. 1934.
  - (Neuausgabe mit verändertem Titel:) Periwinkel und Valladeh. Novellen. Berlin 2018, ISBN 978-3-945980-24-8. (pdf)
- Ferne Häuser. Erzählungen. 1953. (postum aus dem Nachlass)
- Alte Wege gehn. Novellen, Phantasien, Poesie. Mit Hinweisen auf Vernon Lee. Berlin 2022, ISBN 978-3-945980-61-3. (pdf)

Forbes-Mosse übersetzte Werke von Vernon Lee (Genius Loci) sowie zwei Stücke von Holger Drachmann.
Der Nachlass von Irene Forbes-Mosse liegt im Archiv des Freien Deutschen Hochstifts/Goethe-Museums in Frankfurt am Main.